# 安井小太郎

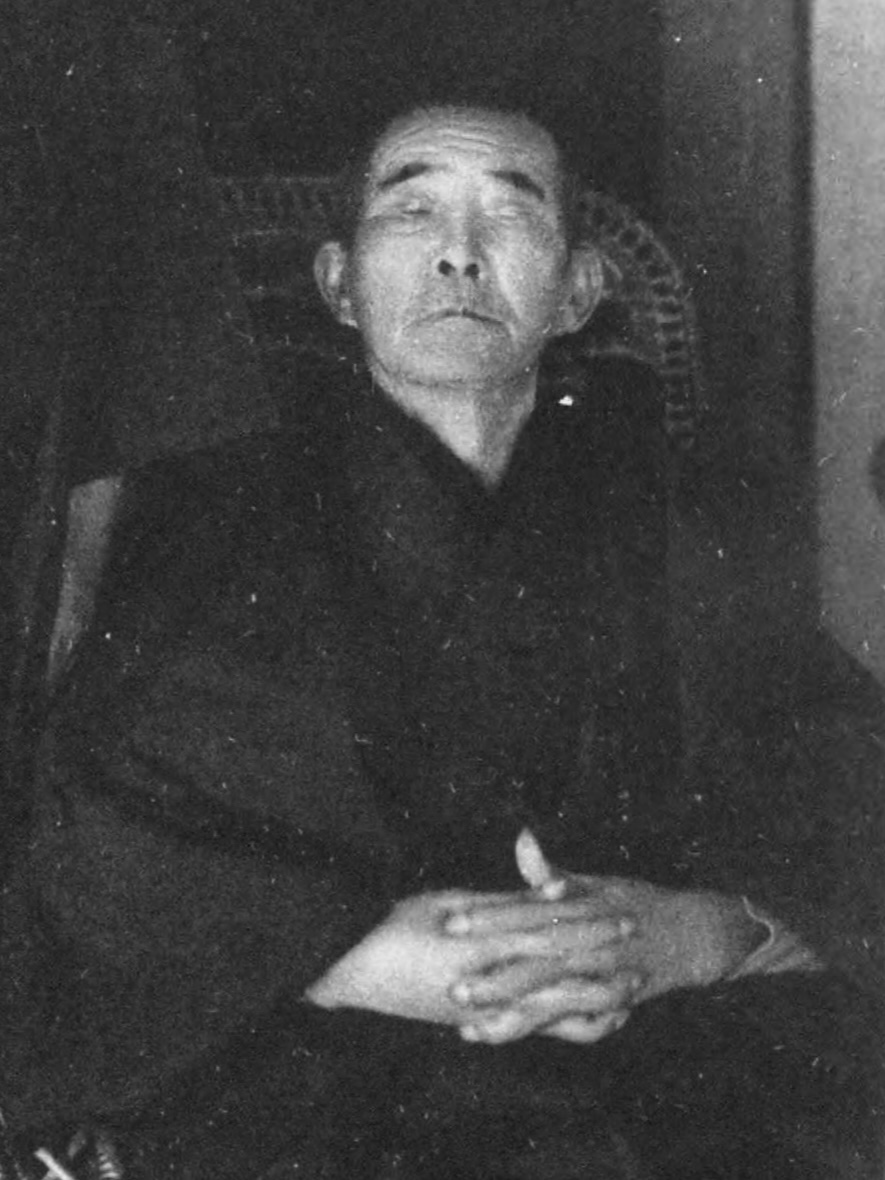
1937年

安井 小太郎（やすい こたろう、1858年7月29日〈安政5年6月19日〉 - 1938年〈昭和13年〉4月2日）は、日本の漢学者。名は朝康、号は朴堂（安井朴堂）。安井息軒の外孫。著作に『日本儒学史』など。

## 生涯
1858年、江戸出身。母親は安井息軒の長女の須磨子。父親は息軒の門人で攘夷志士の中村貞太郎（北有馬太郎）。
1862年、小太郎が幼少の頃、貞太郎が清河八郎をかくまった罪で逮捕され獄死する。貞太郎は逮捕前に家族に罪が及ぶのを避けて離婚したため、小太郎は息軒に引き取られて育つ。とくに9歳から14歳の間、息軒の故郷の日向国宮崎郡（現在の宮崎県）で暮らす。
1871年、宮崎から東京に出て息軒の三計塾に入る。1876年、息軒が死去したため島田篁村の双桂精舎に入る。1878年、京都に移り草場船山の敬塾に入る。1882年、25歳の時、東京大学の古典講習科国書課に入学する（漢書課ではなく国書課を選んだのは漢学を既に修得済みだったため）。1885年、篁村の娘の琴（琴子とする文献もある）と結婚する。
1886年、東京大学を卒業すると、学習院の助教授に任官され、のち教授となる。この頃、斯文会の前身の斯文学会の興隆に携わり、斯文会に改組した後も幹事を務めた。
1902年から1907年、北京の京師大学堂（北京大学の前身）の教習として清国に招聘される。（同時期に招聘された人物に、親戚でもある服部宇之吉がいる。）
1907年帰国後、第一高等学校教授に就任。一高での受講生に長沢規矩也・岩切章太郎らがいる。1914年、森鷗外が『安井夫人』を校了した際、鷗外は小太郎に原稿を送っている。
1925年、一高を退官すると大東文化大学教授となり、二松学舎・駒沢大学・哲学館などの講師も務めた。
1938年、死去。同年の『斯文』には井上哲次郎・加藤政之助・松井簡治・塩谷温・高田眞治・長澤規矩也・浜野知三郎らが追悼文を寄せた。
旧蔵書が斯道文庫の「安井文庫」に収められている。

## 主な著作
- 『日本儒学史』6巻
- 『経学史』（編著）
- 『経学門径』
- 『論語講義』
- 『大学講義』
- 『中庸講義』
- 『日本朱子学派学統表』
- 『曳尾集』（詩集）
- 『朴堂遺稿』5巻
- 『礼記』訳注（国訳漢文大成）